# Болотний олень
Болотний олень або гуемал (Blastocerus dichotomus) — вид оленів, що живе у Південній Америці. Це досить велика та високонога тварина — довжина тіла 180—195 см, висота 110—120 см, вага дорослих особин досягає 100—150 кг. Має червоно-коричневу довгу та жорстку шерсть. Роги з багатьма відростками, часом схожі на кущ. Копита на середніх пальцях довжиною 7—8 см, що дуже багато для оленя таких розмірів. Вони можуть широко розсуватися, бічні копита теж довгі і низько поставлені.

## Особливості екології
Живуть болотяні олені у заболочених лісах біля водойм. Будова копит дозволяє тварині не провалюватися у баговиння, вона настільки добре почуває себе біля води, що не покидає своєї ділянки навіть під час повені коли багато днів живе у воді. Харчуються болотяні олені водяною та навколоводною рослинністю. Особливістю болотяного оленя як жителя тропіків є відсутність сезонності у розмноженні та зміні рогів. Вагітність в цього виду незвично довга — до року. Живуть болотяні олені як поодинці так і маленькими групами до 6 особин. Це дуже сторожкі тварини які тримаються в заростях кущів і ведуть сутінковий чи нічний спосіб життя. 
Колись болотні олені були широко розповсюджені у східній частині Південної Америки і мешкали у Бразилії, Парагваї, Уругваї, північній Аргентині та Східній Болівії. Однак хоч знайти їх важко, але зараз ці тварини винищені на значних територіях свого колишнього ареалу в Бразилії, повністю в Уругваї, дуже нечисленні в Парагваї та Аргентині.